# Scott Mabury
Scott A. Mabury (* etwa 1960; eigentlich Scott Andrew Mabury) ist ein Chemiker und Hochschullehrer. Er ist Professor an der University of Toronto. 
Mabury schloss 1984 sein Bachelorstudium in Chemie am Northland College in Ashland mit cum laude ab. Er promovierte 1993 in Umweltchemie an der University of California, Davis zum Thema Hydroxyl Radical in Natural Waters.
Er ist seit 1995 Mitglied der Fakultät der University of Toronto und erhielt zahlreiche Auszeichnungen für seine Arbeit. Er ist bis 2026 auch Vizepräsident für Universitätsbetrieb an der University of Toronto.
Mabury forscht über den Verbleib, die Verbreitung und die Persistenz von Agrochemikalien, Industriechemikalien und Arzneistoffen in der Umwelt, u. a. zu Organophosphaten und per- und polyfluorierten Alkylverbindungen (PFAS).

## Publikationen
- Robert C. Buck, James Franklin, Urs Berger, Jason M. Conder, Ian T. Cousins, Pim de Voogt, Allan Astrup Jensen, Kurunthachalam Kannan, Scott A. Mabury, Stefan P.J. van Leeuwen: Perfluoroalkyl and polyfluoroalkyl substances in the environment: Terminology, classification, and origins. In: Integrated Environmental Assessment and Management. Band 7, Nr. 4, 2011, S. 513–541, doi:10.1002/ieam.258, PMID 21793199, PMC 3214619 (freier Volltext).
- David A. Ellis, Jonathan W. Martin, Amila O. De Silva, Scott A. Mabury, Michael D. Hurley, Mads P. Sulbaek Andersen, Timothy J. Wallington: Degradation of Fluorotelomer Alcohols: A Likely Atmospheric Source of Perfluorinated Carboxylic Acids. In: Environmental Science & Technology. Band 38, Nr. 12, 2004, S. 3316–3321, doi:10.1021/es049860w.
- Jonathan W. Martin, Scott A. Mabury, Keith R. Solomon, Derek C. G. Muir: Bioconcentration and tissue distribution of perfluorinated acids in rainbow trout (Oncorhynchus mykiss). In: Environmental Toxicology and Chemistry. Band 22, Nr. 1, 2003, S. 196–204, doi:10.1002/etc.5620220126.
- Jonathan W. Martin, Marla M. Smithwick, Birgit M. Braune, Paul F. Hoekstra, Derek C. G. Muir, Scott A. Mabury: Identification of Long-Chain Perfluorinated Acids in Biota from the Canadian Arctic. In: Environmental Science & Technology. Band 38, Nr. 2, 2004, S. 373–380, doi:10.1021/es034727+.